# Nicolaes Geelvinck
Nicolaes Geelvinck (Amsterdam, 11 oktober 1706 - 15 juni 1764) was heer van Castricum, Bakkum, Santpoort, Velsen, eigenaar van de ruïne van het slot Kronenburg, meesterknaap der houtversterij van Gooiland, schepen van Amsterdam, ontvanger der algemene landsmiddelen en eigenaar van de hofstede Akerendam bij Beverwijk. Hij werd in 1747 benoemd als burgemeester, maar verloor door toedoen van Mattheus Lestevenon op 6 september 1748 zijn zetel in de vroedschap en als raad ter Admiraliteit van Amsterdam.

## Biografie

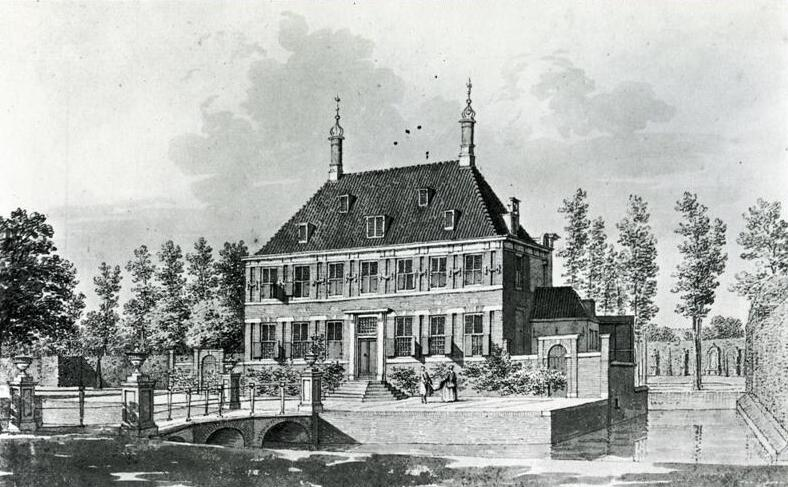
Akerendam in 1756, tekening door Cornelis Pronk

Nicolaes Geelvinck trouwde in 1729 met Johanna Jacoba Graafland. Zijn vader Lieve Geelvinck trouwde het jaar daarop met zijn schoonmoeder Anna de Haze. Nicolaes betrok het pand van zijn vader, op Herengracht 504. Nicolaes werkte op het stadhuis als geheimschrijver en promoveerde in 1735 in Harderwijk. In 1737 werd hij bewindhebber van WIC. Zijn echtgenote stierf in 1740. Nicolaes Geelvinck is in 1743 opnieuw getrouwd met Hester Hooft, destijds de mooiste vrouw van Amsterdam, maar twee maanden later gestorven aan een miltkwaal. Zijn kinderloze zuster, een weduwe, nam misschien haar plaats in, want hij had vijf kinderen, die opgevoed moesten worden. In 1747 trouwde Nicolaes Geelvinck voor de derde keer, nu met enige dochter van burgemeester Gerrit Corver. Zij bracht een miljoen mee en erfde na de dood van haar vader nog eens 1,1 miljoen. Bovendien zat er voor Nicolaes, net veertig geworden, een benoeming als burgemeester bij. De Geelvincken waren financiële en bestuurlijke specialisten en van hem verwachtte men verbeteringen toen hij werd aangesteld bij de Admiraliteit.

### Pachtersoproer
Op 9 november 1747, tijdens het pachtersoproer, ontvluchtte Nicolaes Geelvinck - alleen aanwezig - schielijk het stadhuis, voordat de burgemeesterskamer door het volk werd bezet en een ragebol uit het raam werd gestoken. Eerder was Nicolaas Geelvinck als ontvanger van de belasting benoemd, een profijtelijk baantje, dat een ander mogelijk voor hem waarnam, die daarvoor een fiks bedrag betaalde. Het volk zag met name de pachters en de verantwoordelijke, elkaar en elkaars kinderen de baltoespelende, regentenoligarchie als de oorzaak van hun ellende. De Amsterdamse burgemeesters kregen veel kritiek, maar weigerden de postmeesterschappen aan de provincie over te dragen en de benoemingen van de officieren in de schutterij uit handen te geven. Toegezegd werd dat het pachtstelsel zou worden herzien.
Daarmee waren de problemen niet uit de lucht. Het gevolg was de Doelistenbeweging, een groep van voornamelijk gereformeerde kooplieden, die de stadhouder Willem IV tot maatregelen dwongen om de burgemeesters in hun macht te beperken. Het systeem van verpachting van de belasting werd opgeheven. Ook de Personeele Quotisatie, een unieke inkomstenbelasting voor Europa, wekte weerstand op, alhoewel enkel het rijkste deel van de bevolking (5%) werd aangeslagen. Deze belasting is vervangen door een liberale gift, zoals wel vaker gebeurde in moeilijke jaren; dit keer na een kostbare oorlog met Frankrijk.

### Akerendam
Nicolaes erfde in 1749 ruim 90.000 gulden van zijn oudtante Sara Hinlopen, bestaande uit schuldbekentenissen, aandelen, obligaties en landerijen in de Zijpe. Hij kocht in dat jaar de heerlijkheid Bakkum erbij voor 4.000 gulden. Nicolaes Geelvinck, vader van negen kinderen, woonde in het duurste huis van Amsterdam en zevenraams breed, voorheen eigendom van Willem Boreel en Catharina Clara Geelvinck, zijn tante. In 1742 kocht hij de buitenplaats Akerendam in Beverwijk van zijn zuster Anna Elisabeth. In 1760 verkocht hij de hofstede, met een stalling voor 21 paarden, een menagerie en orangerie en elf hectare land en een aantal schilderijen. De familie betrok Watervliet boven Velsen, voorheen van zijn schoonvader Gerrit Corver. Bij de dood van Nicolaes Geelvinck was er ruim zes miljoen te verdelen. De boedelinventaris besloeg 66 bladzijden.
Zijn weduwe eiste dat zij op tot haar dood mocht blijven wonen in het pand op de Herengracht; de kinderen kregen elk 800.000 gulden. Het pand kwam in handen van haar zoon Nicolaas Geelvinck, opperbewindhebber van de WIC. Zijn andere zoon Joan Geelvinck werd in juli 1787 als burgemeester van Amsterdam gekozen, maar vluchtte een half jaar later naar Frankrijk, toen alle patriotten in de vroedschap, die leiding hadden gegeven aan de exercitiegenootschappen of lid waren geweest van een defensiecommissie op aanraden van prinses Wilhelmina van Pruisen werden ontslagen. Geelvinck en zijn dochter Agatha Theodora hebben zich laten tekenen door Jean-Baptiste Perroneau.